# 7217 Даке
7217 Даке (7217 Dacke) — астероїд головного поясу, відкритий 22 серпня 1979 року.
Тіссеранів параметр щодо Юпітера — 3,144.